# Pic de la Cabaneta
El pic de la Cabaneta, també anomenat Pic dels Estanys de Riu (o de la vall del Riu), és una muntanya de 2.863 m. d'altitud als Pirineus, situada a la partió de les parròquies d'Ordino i Canillo, al Principat d'Andorra.
El pic de la Cabaneta és carener amb el pic de l'Estanyó, separat d'aquest pic per la collada de Canal Fonda (Port de Riu) a l'oest. Al nord del cim hi ha un crestall força dret que davalla fins al Cap de la Serrera i la collada dels Meners, al peu de la carena que s'enlaira fins al pic de la Serrera.
El nom del pic (topònim) podria estar lligat a l'existència d'una petita cabana o barraca de pedra seca: la cabana dels Meners, situada molt a prop de la collada dels Meners (vessant de Ransol), o alguna altra petita construcció existent a la zona.
Existeix un altre pic homònim a Andorra situat a la coma del Siscaró, al capdamunt de la vall d'Incles que fa frontera amb l'Arieja (França).

## Hidrografia
El vessant occidental del pic, davalla cap a la vall de Sorteny i el Riu de Sorteny (Valira del Nord). El vessant sud s'aboca a la vall del Riu, riu de la vall del Riu, (Valira d'Orient) i el vessant oriental cap als estanys i la coma de Ransol (riu de la Coma, vall de Ransol, Valira d'Orient).

## Geologia
El pic de la Cabaneta està situat a la cadena axial pirinenca, en el tram muntanyenc de la serralada format per la cúpula Pallaresa, aixecada als Pirineus durant l'orogènesi varisca. Les roques són metamòrfiques esquistoses cambroordovicianes. Al vessant nord, a la collada dels Meners, hi ha jaciments de mineral de ferro que havien estat explotats.
L'indret muntanyenc va patir les glaciacions quaternàries que originaren diversos circs glacials al  voltant de la muntanya, donant-li la forma de banya. Als seus vessants hi ha dipòsits i acumulacions glacials característiqiues.

## Rutes d'ascens
- Per la Vall del Riu (Canillo) Sortint des dels Plans de Ransol (1.842 m) - Refugi de la Vall del Riu (2.165 m)-Estanys de la Vall del Riu (2.837) - Pic de la Cabaneta.
- Per la Vall de Ransol (Canillo) Sortint (en temporada estiuenca) des de l'àrea recreativa,[9] on s'hi arriba a través d'una carretera asfaltada (CS260) - Estanys de Ransol (concorrència amb el GRP)[10] - Collada dels Meners - Pic de la Cabaneta. (amb algunes dificultats a partir de la collada dels Meners)
- Per la vall de Sorteny (Ordino) Sortint des de l'aparcament o des de la Refugi-Cabana de Sorteny (1.965 m) seguint el GRP (sender) - Pas de la Serrera (2.234 m) - Collada dels Meners (on s'abandona el GRP)- Pic de la Cabaneta. (amb algunes dificultats en el tram de cresta i tartera a partir de la collada dels Meners).[2]